# Уилсон, Роберт (режиссёр)
Роберт Уилсон (англ. Robert Wilson; 4 октября 1941[…], Уэйко, Техас — 31 июля 2025, Уотер-Милл, Нью-Йорк) — американский театральный режиссёр, сценограф и драматург, один из крупнейших представителей театрального авангарда конца ХХ — начала XXI века.

## Биография и творчество
Учился искусству и архитектуре в Институте Пратта в США и Европе. Первые спектакли показал в Нью-Йорке в 1969, но успех и известность пришли к нему после постановки «Взгляд глухого» в Париже (1971), о которой Луи Арагон сказал, что увидел на сцене то, о чём сюрреалисты мечтали на заре движения, но что осуществилось позднее и пошло гораздо дальше.
С 1992 года руководил созданной им театральной академией Уотермилл-Центр на Лонг-Айленд.
Уилсон ставил европейскую классику и авангардную драму, нередко сочинял материал для постановок сам. Помимо постоянных экспериментов с текстами (включая отказ от слова), телом актёров и сценографией, особое внимание уделял световому оформлению спектаклей, постановки Уилсона отличаются необычной продолжительностью: «Жизнь и эпоха Иосифа Сталина» (1973) длилась 12 часов, KA MOUNTain and GUARDenia Terrace (1972) — 7 дней.
В последние годы тесно сотрудничал с театром «Берлинер ансамбль», где поставил, в частности, «Трёхгрошовую оперу» Б. Брехта, «Леонс и Лена» по Г. Бюхнеру, «Лулу» Ф. Ведекинда, «Сонеты Шекспира».
После 2004 снял для телевизионного канала LAB HD несколько видеофильмов. О нём самом снят в 2006 документальный фильм «Абсолютный Уилсон».
В 2007 году в качестве специального гостя Московской биеннале показал московскому зрителю часть своего проекта «Voom Portraits», в том числе видеопортреты Михаила Барышникова, Стива Бушеми, Брэда Питта, Вайноны Райдер, Изабеллы Росселини, Изабель Юппер и принцессы Каролины.
Творчество Уилсона повлияло на многих современных режиссёров. В частности, Мартин Кушей посвятил ему свою дипломную работу.

### Смерть
Умер 31 июля 2025 года после непродолжительной тяжёлой болезни в своём доме в Уотер-Милле, штат Нью-Йорк, в возрасте 83 лет.

## Стиль

### Язык
Важнейшим элементом театра Роберта Уилсона является язык. Артур Холбмерг (профессор в Бранейском Университете) утверждает, что "никто другой в театре не драматизировал таким образом кризис языка, как это совершает гений Роберта Уилсона. Он делает видимым в своих работах, вот почему язык так важен для него. Том Уэйтс, известный автор песен и коллега Р. Уилсона по некоторым театральным постановкам, говорит о Уилсоне следующим образом:

«Слова для Боба похожи на гвозди в кухонном полу, когда темно и Вы босиком. Боб расчищает путь, он может пройти сквозь слова и не пораниться. Боб меняет значение форм слов. В некотором смысле они получают больше смыслов, но иногда он заставляет слова терять смыслы.

Отсутствие языка становится необходимостью для его работы. Он использует шум и тишину. В работе над „Королём Лиром“ Уилсон так описывает необходимость тишины:

Актеры здесь обучены совершенно неправильно. Все, о чём они думают, это как интерпретировать текст. Они беспокоятся о том, как говорить слова, но совершенно ничего не знают о собственном теле. Это можно увидеть по тому как они ходят. Они не понимают веса жеста в пространстве. Хороший актёр может управлять залом путём перемещения одного пальца.

Ещё один метод для Уилсона заключается в том, чтобы найти смысл в словах — что эти слова могут означать для конкретного человека. В его работе „Я сидел во дворе, когда он появился и я думал, что галлюцинирую“ есть только два персонажа, у каждого из которых один и тот же текст-монолог. Разные аудитории и разные зрители едва могли поверить после просмотра спектакля, что они прослушали один и тот же монолог много раз подряд. Вместо того, чтобы говорить слушателям, что слова означают Уилсон открывает их для интерпретации, указывая на то, что „смыслы не привязаны к словам как лошади“ (Холмберг, 61).

### Движение
Движение — ещё один из важнейших инструментов Уилсона. Будучи сам танцором, он видит важность того, каким образом перемещается актёр по сцене и те значения, которые может нести движение. Говоря о своей постановке Г.Ибсена „Когда мы, мёртвые, пробуждаемся“, Уилсон заявляет:

Я придумываю движение до начала работы с текстом. Потом мы прибавляем движение к тексту, соединяем их. Я начинаю с движения, чтобы быть уверенным в его силе, в том, что движение может уверенно существовать само по себе даже без слов.» Движение должно иметь ритм и структуру. Оно не должно копировать текст. Оно должно подкреплять текст, но не иллюстрировать. То, что вы слышите и то, что вы видите это совершенно разные слои. Когда вы их соединяете, получается текстура.

### Свет
Уилсон озабочен тем, как изображения выявляются на сцене, и все это напрямую связано со светом, который падает на объект. Постановщик света Том Камм, который с ним сотрудничал в «Гражданской войне», описывает это так: «сцена для Уилсона это холст, а свет — краски, он пишет светом». Сам же Уилсон продолжает настаивать, что «Если вы хорошо управляете светом, то можете сделать так, чтобы любое дерьмо выглядело как золото. Я рисую, я строю, пишу светом. Свет — волшебная палочка».
Уилсон, несомненно, перфекционист. Постановка света в 15-минутном диалоге в спектакле «Квартет» заняла у него два дня. Такое внимание к деталям несомненно показывает, что свет для него является наиболее важным актером (Холберг 128).

### Смыслы
Фирменный фокус Уилсона в том, чтобы отвязать знаки от привычных смыслов и подвесить в стерильной пустоте, поместить на голой сцене как аппликацию — этим обеспечивается странность, сюрреальность и абстрактность его постановок. В отношения в постановках Уилсона вступают не персонажи, а свет, звук и ритм. Актеры превращены в марионеток с набеленными лицами, строгой партитурой движений и аффектированной мимикой, которая может быть совершенно оторвана от сути произносимых слов. Акценты ставятся резкой переменой света — заливкой фона красным, превращением сценической картинки в контрастную черно-белую и т. д.

## Признание
Премия Бесси (1987), Премия Франко Аббьяти (1994). Золотой лев Венецианского биеннале (1993) за скульптуру.

## Спектакли
- «Король Испании» (1969, Нью-Йорк)
- «Жизнь и времена Зигмунда Фрейда» (1969, Нью-Йорк)
- «Взгляд глухого» (1971, Париж)
- «Гора Ка и террасы гардений» / KA MOUNTain and GUARDenia Terrace (1972, Иран)
- «Жизнь и времена Иосифа Сталина», немая опера (1973, Копенгаген)
- «Эйнштейн на пляже», опера Ф. Гласса (1976, Авиньон)
- Death Destruction & Detroit (1979, Берлин)
- the CIVIL warS: a tree is best measured when it is down, опера на музыку Ф. Гласса, Г. Брайерса и др. для Олимпиады в Лос-Анджелесе (1984)
- «Король Лир» У. Шекспира (1985)
- Hamletmaschine Х. Мюллера (1986, Нью-Йорк)
- Death Destruction & Detroit II (1987, Берлин)
- «Квартет» Хайнера Мюллера ([1987)
- «Лебединая песнь» по Чехову (1989, Мюнхен)
- The Black Rider: The Casting of the Magic Bullets (1990, Гамбург, либретто У. Берроуза по немецкой сказке)
- «Волшебная флейта», опера В. А. Моцарта (1991, Париж)
- «Парсифаль», опера Р. Вагнера (1991, Гамбург)
- Doctor Faustus Lights the Lights по Г. Стайн (1992, Берлин)
- «Алиса» по Л. Кэрроллу (1992, Гамбург)
- Alice in Bed по драме С. Зонтаг (1993, Берлин)
- «Орландо» по роману В. Вулф, с Изабель Юппер) (1993, Лозанна)
- Herzog Blaubarts Burg, опера Б. Бартока (1995, Зальцбург)
- Timerocker (1997, Гамбург, с Лу Ридом)
- «Пеллеас и Мелизанда», опера К. Дебюсси (1997, Париж)
- O Corvo Branco, опера Ф. Гласса (1998, Лиссабон)
- Monsters of Grace, опера Ф. Гласса по мотивам Руми (1998, Афины)
- «Лоэнгрин», опера Р. Вагнера (1998, Нью-Йорк)
- «Смерть Дантона» Г. Бюхнера (1998, Зальцбург)
- Lady from the Sea по драме С. Зонтаг (1998, Феррара)
- The Oceanflight Брехта (1998, Берлин)
- The days before — Death Destruction & Detroit III (1999, Нью-Йорк)
- POEtry (2000, Гамбург, с Лу Ридом)
- «Войцек» Г. Бюхнера (2000, Копенгаген)
- «Женщина без тени», опера Р. Штрауса (2002, Париж)
- «Судьба», опера Л. Яначека (2002, Прага)
- «Искушение святого Антония» по драме Флобера (2003, Рур)
- I La Galigo, по индонезийскому эпосу Ла Галиго (2004, Сингапур)
- «Басни» Лафонтена (2005, Париж)
- «Пер Гюнт» Г. Ибсена (2005, Норвегия)
- «Зимняя сказка» У. Шекспира (2005, Берлин)
- «Трёхгрошовая опера» Б. Брехта (2007, «Берлинер ансамбль»)
- «Счастливые дни» С. Беккета (2008)
- «Руми» (2008, Варшава)
- «Фауст» (2008, Варшава)
- «Сонеты Шекспира» (2009, «Берлинер ансамбль»)
- KOOL — Dancing in my mind (2009)
- «Волшебный стрелок», опера фон Вебера (2009, Баден-Баден)
- «Последняя лента Крэппа» С. Беккета (2009)
- «Орфей», опера К. Монтеверди (2009, Милан)
- «Катя Кабанова», опера Л. Яначека (2010, Прага)
- «Средство Макропулоса» К. Чапека (2010, Прага)
- «Старуха» Д. Хармса — совместная работа с У. Дефо и М. Барышниковым (премьера — 4 июля 2013, Манчестерский международный фестиваль[19])
- «Письмо человеку», на основе дневников Вацлава Нижинского (2015, Милан).
- «Сказки Пушкина» (2015, Театр Наций, Москва)